# 周搖
周搖（519年—602年10月11日），字世安，河南郡洛阳县（今河南省洛阳市东）人，西魏、北周、隋朝官员。

## 生平
周搖祖先和北魏皇室拓跋氏同源，原为普乃氏，为帝室十姓之一，北魏迁都洛阳后改为周氏。周摇的曾祖父周抜抜、祖父周右六肱都被封为北平王，父亲周恕延历任行台仆射、南荆州总管。
周搖年少时刚毅果决，有武艺，性格严谨厚重，遵守法度，在西魏官至开府仪同三司。周孝闵帝接受禅让建立北周后，周摇获赐姓车非氏，封金水郡公，历任凤州刺史、楚州刺史。周摇又跟随周武帝平定北齐，每次作战都有战功，越级升任柱国。没多久，周摇出任晋州总管。当时杨坚担任定州总管，独孤伽罗从京城前来定州见杨坚，路过晋州，晋州用来接待独孤伽罗的礼物很少。周摇继而又对独孤伽罗说：“官府中财物很多，碍于法度不敢乱用，王臣不能私意孝敬。”周摇的质朴坦诚就是如此。杨坚因为周摇的奉公守法，经常称赞他。等到杨坚出任丞相，周摇改封济北郡公，出任豫州总管。隋文帝接受禅让建立隋朝，周摇恢复姓周氏。
开皇初年，突厥入侵隋朝边疆，燕蓟深受其患，前任幽州总管李崇被突厥杀死，隋文帝想找一个前往镇守的人，临朝时说：“没有超过周摇的人。”开皇三年秋七月辛丑（583年7月29日），隋文帝任命周摇为幽州总管、六州五十镇诸军事。周搖修建屏障堡垒，严密布置侦查兵，边境百姓因此安定。开皇十一年三月癸未（591年3月31日），周摇改任寿州总管。开皇十二年四月辛卯（592年6月1日），周搖转任襄州总管，进位上柱国。到任后不久，周摇自认为年老，请求退休，隋文帝召见他。周摇前来晋见后，隋文帝慰劳他说：“您的一生修养德行奉行仁义，历任三朝，最终能享受富贵，保有如此高寿，确实值得称道。”隋文帝赐给周摇坐褥，送他回到住宅。仁寿二年九月乙未（602年10月11日），周摇在家中去世，虚岁八十四，谥号恭。

## 外部連結
[在维基数据编辑]
 《北史·卷073》，出自李延壽《北史》
 《隋書·卷55》，出自魏徵《隋书》